# Eriococcus constrictus
Eriococcus constrictus är en insektsart som beskrevs av Walter Wilson Froggatt 1933. Eriococcus constrictus ingår i släktet Eriococcus och familjen filtsköldlöss. Inga underarter finns listade i Catalogue of Life.